# Jonckheere Premier
Le Jonckheere Premier est un modèle d’autobus produit par les firmes belges Jonckheere et Berkhof entre 1996 et les années 2000.
Il s’agit d’un modèle très proche du Jonckheere Communo, mis au point simultanément. Le Jonckheere Premier se distingue cependant par l’emploi d’un type unique de châssis (DAF SB250) alors que le Jonckheere Communo était prévu pour être construit sur divers châssis d’autres fabricants.

## Modèles

### Les différentes versions
Jonckheere/Berkhof Premier
Le Jonckheere Premier a le moteur placé verticalement au centre-gauche du bus (de la même manière que sur le Van Hool A300). Il est connu pour son grand manque de confort, ayant même été surnommé "camion militaire" par le ministre bruxellois de la mobilité de l'époque. Le Jonckheere Premier a existé en deux types de motorisation. 
- Une motorisation au Diesel, utilisée notamment par la STIB. Série de la STIB déclassée prématurément en 2010. 
- Une motorisation au gaz naturel, utilisée par le TEC Charleroi 
Le Jonckheere Premier a aussi existé en articulé en deux versions:
- Le Jonckheere Premier G, motorisation Diesel, ayant roulé notamment chez De Lijn. 
- Le Berkhof Premier ATB18, trolleybus ayant roulé notamment à Solingen en Allemagne ainsi qu'à Arnhem aux Pays-Bas.
Jonckheere/Berkhof SB250
Le Jonckheere SB250 se distingue très facilement du Jonckheere Premier par sa bosse sur le toit à l'arrière. Le moteur est placé dans le coin arrière gauche du bus, avec la plupart des équipements montés en toiture sur toute la largeur (d'où leur bosse caractéristique sur le toit). Il y en a eu en service dans deux villes: Bruxelles et Amsterdam. La version Jonckheere ayant roulé à Bruxelles est cosmétiquement légèrement différente de la version Berkhof ayant roulé à Amsterdam. La série SB250 de la STIB a été déclassée le 1er janvier 2019 à la suite de l'interdiction des véhicules à moteurs aux normes inférieures à Euro 3 dans le cadre de la zone de basses émissions de la région de Bruxelles Capitale. 